# Хун фань

Cхема Ло шу (у реконструкції дин. Сун), із якою коментарі Хань пов'язують побудову Плану.

Хун фань (洪範, Великий план) — 32 глава тексту збірки «Шу цзін» (або 11 глава цієї збірки «у нових знаках»), один з найвідоміших текстів конфуціанського канону. Російський китаєзнавець А. І. Кобзєв (нар. 1953) назвав цей текст «конфуціанським катехізисом». Проф. Чен Чжун'їн (成中英, нар. 1935, Chung-ying Cheng) визначив, що «Великий план» позначає початок конституціоналізму у конфуціанстві.

## Загальний огляд
Окрім канону, близька версія цього тексту міститься у Сима Цяня. Дрібні відрізнення між двома версіями (наприклад, запис хун як 鴻 в останньому) доводять, що текст найможливіше існував в усній формі і обидва записи були зроблені окремо та з різних джерел. Обидві версії демонструють значну ізоморфність.
Повна назва тексту — «Великий план у дев'ятьох розділах» 洪範九疇, вона міститься у самому тексті. Дев'ять розділів та деталізована нумерологічна система, яку виведено в кожному з них — значна особливість тексту, що сприяла його запам'ятовуванню та популяризації. Принцип цієї нумерологічної побудови остаточно не з'ясовано дотепер (розділ 以數為記 нижче, до написання). Тексти аналогічної побудови були розповсюджені в період Воюючих Країн, але жоден з них не набув популярності що можливо порівняти із розповсюдженням Плану. Численні цитати з нього містяться у творах вказаного періоду («Моцзи», «Сюньцзи», «Цзо чжуань», «Ханьфейцзи», «Люйши чуньцю»), а також у літературі періоду Хань та наступних часів. Кун Аньґо 孔安國 (бл. 156－74 до н. е.), нащадок Конфуція у десятому поколінні, зробив найраніший повний коментар до збірки «Шу цзін», таким чином надавши коштовні роз'яснення до Плану з точки зору читача своєї епохи. Інший широко відомий коментар було зроблено Кун Їнда 孔穎達 (574－648), нащадком Конфуція у 32-у поколінні. Інтерпретації Плану присвятили окремі твори такі видатні інтелектуали як Ван Аньши (1021—1086) та Чжу Сі (1130—1020).

## Зміст
Введення до тексту зображує діалог між Ву-ваном династії Чжоу (трад. правління 1122—1116 до н. е.) та Цзіцзи, видатним міністром останнього правителя династії Шан. (Як відомо з інших класичних джерел, Ву-ван звільнив Цзіцзи з в'язниці, коли завершив підкорення Шан та заснування нової династії правителів Китаю. Чжоу Сінь 紂辛, останній ван династії Шан, був вбитий Ву-ваном. Підчас правління Чжоу Сіня Цзіцзи було ув'язнено за критику володарського деспотизму).
Знаходячись на останньому році свого життя, ван скаржиться, що «Небо керує народом у тиші», і він, правитель, не розуміє принципів цього керування (惟天陰騭下民 переклад наводить інтерпретацію Кун Їнда …我不知其彝倫攸敘). Дев'ять рубрик Плана становлять відповідь Цзіцзи, яка дає нарис сакральної будови світу та позначує у ньому функцію володаря. Цзіцзи стверджує, що цю побудову було відкрито Небом Юєві Великому (трад. правління 2205—2198 до н. е.), на визнання успіху у врятуванні Піднебесної від Великого Потопу.

### П'ять ресурсів 五行
Незважаючи на те, що текст приводить перелік компонентів, відомих як ву сін, традиційні коментарі (починаючи з Фу Шена 伏胜 ,Fu Sheng (scholar), 3-2 ст. до н. е.), визначають проблематичність зв'язку можливого космологічного змісту цієї секції із політичною орієнтацією Плану. За ствердженнями вчених династії Мін Ван Тінсяна 王廷相 (1474—1544) та Ван Фучжи 王夫之 (1619—1692), цей розділ є нагадкою володареві про необхідність забезпечення матеріальної бази для володарювання.

### П'ять обов'язків 五事
Буквальний переклад назви («п'ять справ») не досконало відповідає змісту цієї секції, що приводить наступний перелік: зовнішність 貌, мова 言, зір 視, слух 聽, мислення 思.
Перша та друга частини Плану викладаються у паралелизмі. Після назви кожного з компонентів текст додає два ступеня похідних якостей. Наприклад:
(1) Номер один, вода 一曰水… вода тече додолу 水曰潤下… течіння додолу утворює солоність 潤下作鹹
(2) Номер один, зовнішність 一曰貌… зовнішність — шаноблива 貌曰恭… шанобливість утворює серйозність 恭作肅
Побудова наступних двох розділів також паралельна, але простіша: вони складають лише однокомпонентні переліки.

### Вісім політичних сфер 八政
Їжа 食, торгівля 貨, культ 祀, будування 司空, навчання 司徒, юриспруденція 司寇, справи гостювання [міждержавні стосунки] 賓, військові справи 師.
У цьому розділі компоненти 3-5 визначені назвами посад (наприклад, № 6, сикоу, у свій час займав Конфуцій у царстві Лу), на підставі чого іноді стверджується, що розділ окреслює побудову міністерського апарату.

### П'ять регулювань 五紀
Роки (або [зірка] Суй, що їх позначує) 歲, місяці 月, дні 日, зірки та сузір'я 星辰, календарні числення 歷數.
Чотири перших компоненти повертаються у другій половині восьмого розділу, де їм надається паралель зі сфери соціальної ієрархії: ван — роки, міністри цінши 卿士 — місяці, міністр(и?) шиїнь 師尹 — дні, народ — зірки. Таким чином, текст утворює перше із трьох композиційних поєднувань між розділами, які не межують один з одним. Друге, аналогічне, створює зв'язок між розділами 8 та 2, а третє — між 9 та попередніми розділами (див. нижче).

### Хуан[5]цзі皇極
П'ятий розділ є центральним як у формальній композиції тексту, так і у його ідеологічній побудові. Він окреслює стосунок володаря до народу. Найважливішим положенням є взаємозалежність що існує між ними. Поняття взаємозалежності утворюється через вжиток терміну цзі 極, «межа» або «вісь», який також відомий у ворожильній книзі «Ї-цзін» у подібному метафізичному значенні.
Друга половина розділу — віршоване окреслення «шляху вана», який є/має бути «широкий, без збочень та особистих прихилень».

### Триде三德
Шостий розділ вживає поняття сили-де, яку у залежності від адресата зображено як «нейтральну та пряму» 正直, «тверду» 剛 та «м'яку» 柔.

### Вирішення у ваганнях 稽疑
Сьомий розділ надає нарис вжитку ворожіння у побудові балансу між воліннями вана, міністрів та народу.

### Численні підтвердження 庶徵
Восьмий розділ повертається до матеріалу Розділу 2, вказуючи, що кожна з позитивних якостей поведінки володаря відповідає вчасним метеорологічним явищам: дощу, сонячній погоді, спеці, холоду та вітру. Негативна поведінка, відповідно, співвідноситься із порушенням сезонності та соціальними негараздами.

### П'ять різновидів щастя та шість крайнощів 五福 六極
Дев'ятий розділ завершує текст окресленням п'яти позитивних та шести негативних проявів життя. «П'ять різновидів щастя» як вираз згадується у п'ятому розділі, а відповідні негативні варіанти також підсумовують сьомий та восьмий розділи.